# Stazione di Pradisotto
La stazione di Pradisotto (in tedesco Bahnhof Unterau) è stata una fermata ferroviaria posta sulla linea Fortezza-San Candido. Serve il centro abitato di Pradisotto frazione di Fortezza.